# هربرت روبنز
هربرت روبنز (بالإنجليزية: Herbert Robbins)‏ هو إحصائي ورياضياتي أمريكي، ولد في 12 يناير 1915 في نيو كاسل في الولايات المتحدة، وتوفي في 12 فبراير 2001 في برينستون في الولايات المتحدة.